# Thịt trâu

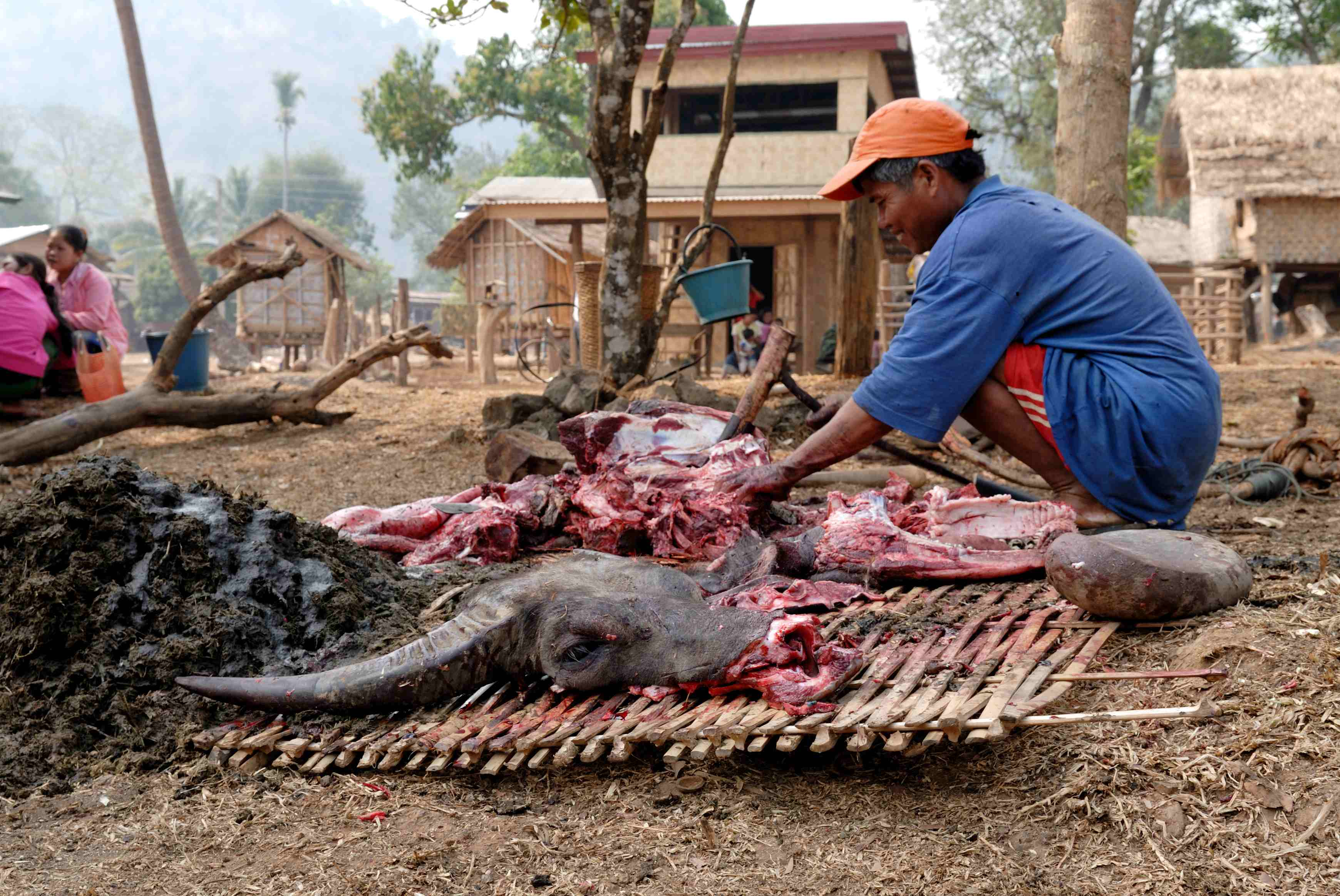
Thịt trâu ở Lào

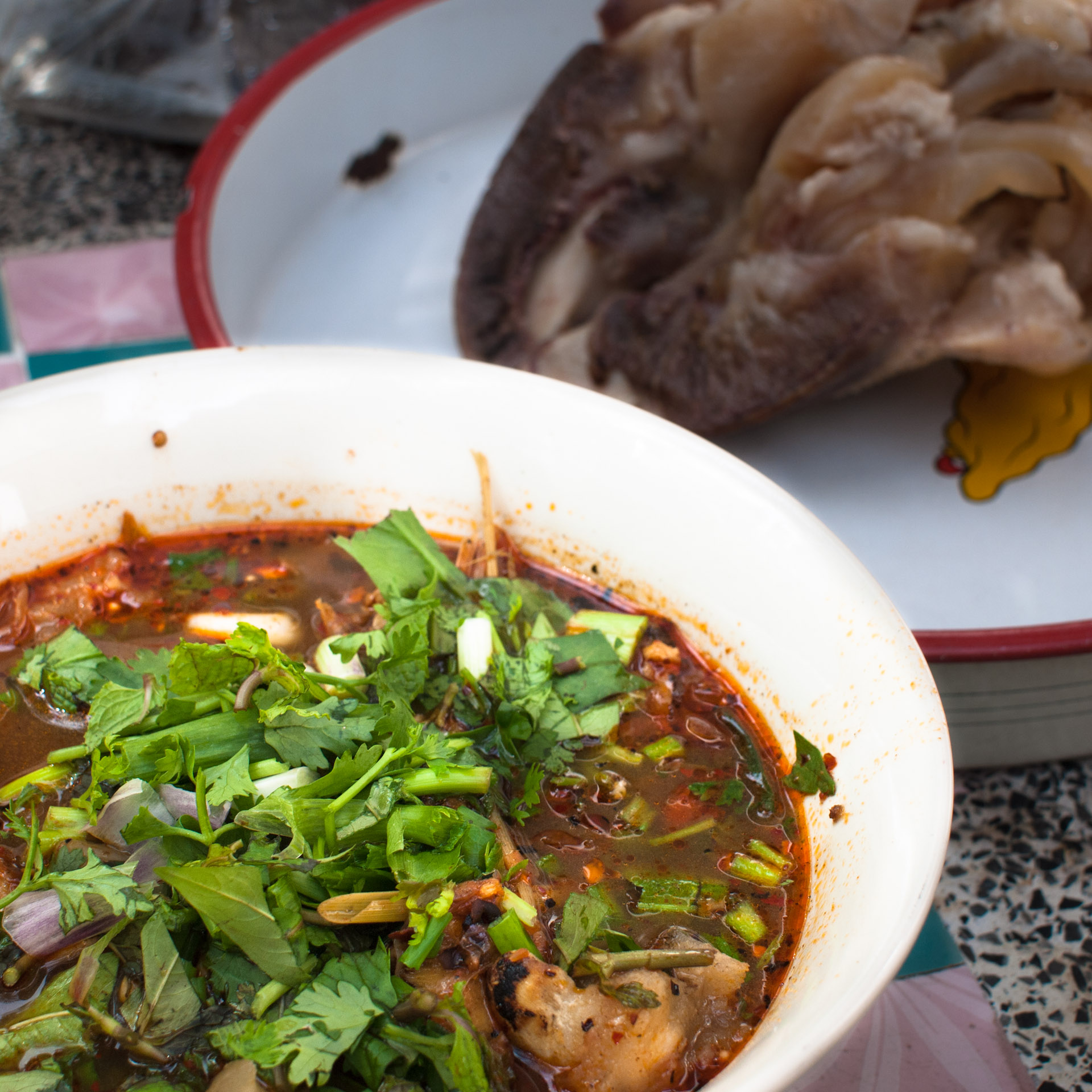
Một món thịt trâu ở Thái Lan, gồm món thịt luộc và tiết trâu

Thịt trâu là thịt của các loài trâu nhà. Thịt trâu là nguồn thực phẩm quan trọng đối với các cư dân vùng Nam Á và Đông Nam Á nơi người ta nuôi trâu phổ biến. Về giá trị dinh dưỡng, thịt trâu không hề thua kém những loại thịt khác như thịt bò hay thịt heo, thậm chí còn có phần ưu thế hơn như thịt trâu có ưu điểm ít mỡ, hàm lượng sắt cao, có tính hàn nhưng không độc, thích hợp để chế biến món ăn trong mùa nóng. Thịt trâu cùng sừng trâu, sữa trâu, răng trâu, nhiều bộ phận khác như da trâu, nội tạng gan, lá lách, dạ dày trâu đều được dùng. So với thịt bò thì thực tế thịt trâu và thịt bò có giá trị dinh dưỡng và độ ngon cũng ngang nhau.

## Đặc điểm

### Cảm quan

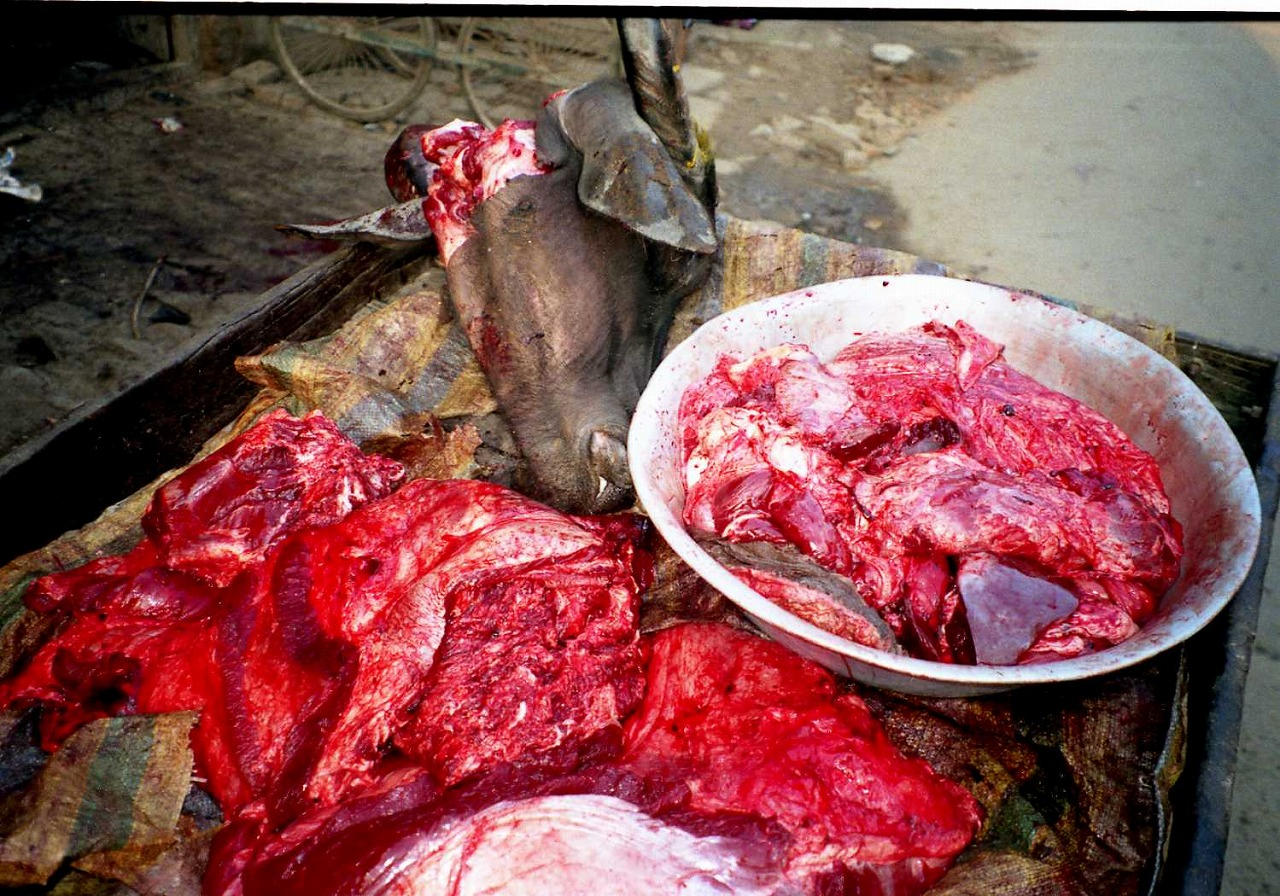
Thịt trâu tươi sống

Nhìn từ bên ngoài, thịt trâu có màu hồng tái, mỡ trắng, thớ to, mùi tanh, không thơm như thịt bò. Dí ngón tay vào không thấy rít. Thịt trâu khỏe mạnh thường có màu hồng sậm, có khi màu đỏ sậm, thớ thịt hơi thô, trên thịt trâu cơ bắp ít thấy có mỡ hoặc nếu có mỡ trâu thường có màu trắng.So với thịt bò thì thịt trâu có màu sẫm đen, mỡ thịt trâu trắng trong khi mỡ thịt bò vàng. Hơn nữa, thớ thịt trâu rất to, thô hơn nhiều so với thịt bò và không có mùi rõ rệt.
Trong chế biến, khi cắt ngang thớ thịt quan sát thấy sợi cơ to hơn sợi cơ của thịt bò, độ mịn kém thịt bò. Nếu đem xào, luộc, thịt trâu không có hoặc có nhưng không rõ lắm, thịt trâu khi luộc, xào thấy miếng thịt co lại, dai hơn, độ săn chắc hơn hẳn thịt bò và ngọt hơn thịt bò ("trâu co, bò nở"). Mặc dù vậy, thịt trâu đông lạnh sau khi chế biến thì màu sắc, mùi vị không khác mấy so với thịt bò nên có thể thay thế thịt bò. Thịt trâu màu thẫm, rắn chắc gần giống thịt bò nên chỉ cần tưới huyết bò là khó có thể phát hiện thịt trâu giả bò, tuy vậy thịt trâu giả thịt bò sẽ có màu đen sậm, thớ thịt to, mỡ trắng.

### Thành phần dinh dưỡng
Thịt trâu thuộc nhóm thịt đỏ, giàu chất dinh dưỡng, có thể so sánh với thịt bò. Về góc độ dinh dưỡng, cả thịt bò hay thịt trâu đều có giá trị dinh dưỡng như nhau. Tuy nhiên, về mặt sức khoẻ thịt trâu lại tốt hơn thịt bò vì thịt trâu còn có ưu điểm ít mỡ hơn thịt bò. Trong thịt trâu chỉ có 1,6- 5,6% mỡ so với thịt bò là 10- 22%. Lượng sắt có trong thịt trâu lại hơn hẳn thịt bò. Về hàm lượng protein thì thịt trâu và thịt bò hàm lượng như nhau. Theo Bộ Nông nghiệp Mỹ phân tích thành phần dinh dưỡng trong khẩu phần ăn với 85g thịt trâu, có chứa 160 calori, 26g protein, 5g tổng chất béo, 2g chất béo bảo hòa, 49 mg Cholestrerol. Cũng với 85g thịt bò các thành phần nói trên tương đương nhau, nhưng Cholestreol ở thịt bò là 76 mg cao hơn so với thịt trâu (49 mg).
Hàm lượng dinh dưỡng trong thịt trâu khá cao so với thịt khác, tỷ lệ chất đạm gấp đôi so với thịt lợn, lượng chất béo và chất đường vừa phải, nhiều muối vô cơ (calci, phosphor, sắt...) và các loại vitamin (B1, B2, B6, B12, PP...). Theo Đông y, thịt trâu có vị ngọt, tính hơi hàn (lạnh), không độc. Đôi khi thịt trâu nhiều "phong" (gió) hơn thịt bò, ám chỉ tình trạng dị ứng sau ăn như nổi mề đay, ngứa ngáy tuy nhiên, thực ra, món ăn nào cũng có thể gây dị ứng ở một số người có thể tạng không phù hợp nhưng nếu dùng ở số lượng ít, hoặc dùng chung với gia vị hoặc rau xanh thì sẽ giảm bớt rất nhiều tác dụng gây dị ứng này.

## Công dụng
Thịt trâu vị ngọt, tính mát, không độc, tác dụng bổ tỳ vị, mạnh gân cốt, ích huyết. Thịt trâu theo Đông Y có tác dụng trị liệu là trị được chứng phong thấp sưng tê, đau lưng, phù chân, bổ khí huyết, làm mạnh gân cốt. Thịt trâu có thể dùng để chữa huyết hư, nóng trong xương, mồ hôi trộm. Thịt trâu hoặc xương tủy xương hầm làm món ăn hằng ngày với các loại khoai sắn, củ cải, ngó sen, củ súng cùng các loại rau thơm. Với những phụ nữ bị tắc tia sữa, hãy lấy thịt mũi trâu, phần láng bóng quanh 2 lỗ mũi để nấu canh với mướp khía và hành hoa cả củ và lá tươi. Có thể nấu với đu đủ, mít non, hành. Thịt trâu còn có nhiều món ăn bổ dưỡng khác: Nầm trâu xào cà rốt để sáng mắt, thịt mũi trâu (phía trước) chữa tiêu khát.
Những người làm việc bằng trí óc,  Đây cũng là thực phẩm đặc biệt phù hợp với phụ nữ béo phì bởi nó cung cấp nhiều năng lượng mà không làm tăng cân. Muốn thịt trâu, bò mềm có thể dùng một ít mủ đu đủ tẩm vào, nhờ chất men thủy giải protein trong nhựa đu đủ chỉ sau vài phút thịt trâu, bò đều sẽ mềm, ngọt hơn hẳn. Nếu đem hầm thịt trâu, bò thì lượng dinh dưỡng được hấp thu sẽ tốt hơn, nhất là đối với người cao tuổi hoặc trẻ nhỏ.

## Thịt trâu trong ẩm thực Việt Nam
Ở Việt Nam, thịt trâu còn là món ăn ngon đầy bổ dưỡng và mỗi vùng miền lại có cách chế biến khác nhau để trở thành món đặc sản.

### Ẩm thực với thịt trâu theo vùng miền
Ở Việt Nam, thịt trâu có thể chế biến thành những món ăn theo dạng khô hoặc tươi rất lạ miệng. Người dân tộc ở vùng Tây Bắc, khu vực Bắc Trung bộ có món thịt trâu sấy khô treo gác bếp rất hấp dẫn. Thịt trâu làm thịt phơi nắng cho héo sơ rồi treo gác bếp có thể giữ được hàng năm mà không hỏng. Món này khi chế biến được chuẩn bị kỹ, gia vị lấy từ rừng như hạt tiêu rừng, thảo quả, các loại lá thơm... Thịt kẹp bằng phên làm từ tre mai, sấy bằng than củi rừng, người ăn có thể cảm nhận được sự mộc mạc, ấm áp và đầy hương vị của nó. Thưởng thức thịt trâu khô phải nhai thật kỹ, không nuốt vội.
Người dân các tỉnh miền Trung thì thường ghiền món thịt trâu nướng. Thịt trâu sau khi làm xong xắt lát mỏng rồi cuốn vào trong lá lốt đặt trên than hồng nghi ngút, mùi thơm theo làn khói, phả vào trong không khí sực lên mũi. Đặc biệt món thịt trâu nướng ống tre rất thơm ngon, hấp dẫn. Miếng thịt trâu tươi được tẩm ướt gia vị, cuộn lá nồm rồi sau đó cho vào ống tre tươi. Ống tre sẽ được nướng trên bếp than củi cho cháy hết phần tre bên ngoài. Khi ăn thì chẻ đôi ống tre và gỡ những miếng thịt trâu ra đĩa. Thịt nướng kiểu này sẽ không bị mất nước nên rất ngọt và thơm mùi của tre tươi.
Với người miền Nam thịt trâu lại được chế biến thành món trâu nấu mẻ rất đặc sắc. Dùng thịt trâu tươi xắt ngang thớ, ướp sả, tỏi, ớt bằm nhuyễn, thêm muối, đường, bột ngọt. Sắp đều lên đĩa, bên trên là ớt, củ hành tây thái mỏng. Múc cơm mẻ ra tô rồi tán nhão ra, đặt lẩu nước trên bếp than, lọc cơm mẻ lấy nước. Nêm nếm vừa độ mặn, chua, cay là xong nồi lẩu. Nước chấm cũng bằng cơm mẻ; lọc lấy nước, nêm chua ngọt, đậm đặc một chút. Nhúng thịt trâu vào nồi nước lẩu kèm các loại rau bày sẵn như: ngò gai, rau om, tai tượng, cải bẹ xanh, mồng tơi. Thịt vừa chín tới, chấm gọn một gắp vào chén cơm mẻ chua ngọt để thấm thía vị cay, thơm của món ăn ngon và bổ dưỡng này..

### Một số món ăn với thịt trâu
Tùy theo khẩu vị riêng của mỗi vùng, thịt trâu được chế biến thành nhiều món đặc sản khác nhau. Ngày nay, không quá khi nói thịt trâu đã trở thành hiếm có. Các món ăn được chế biến từ thịt trâu giờ chỉ có thể tìm được trong các dịp giỗ chạp hoặc một số quán chuyên phục vụ các món đưa cay. Có các món có thể kể đến là thịt trâu xào lá cách. Thịt trâu xào lá cách và nước cốt dừa thường được dọn kèm với nước tương và vài lát ớt xắt nhuyễn. Tuy vậy, bản thân món ăn này dường như đã đủ hương vị và độ đậm đà, không cần thêm một loại nước chấm nào. Thịt trâu ăn khi còn nóng, mềm, vị ngọt thanh, lại có vị béo của nước cốt dừa và vị đắng nhân nhẫn của lá cách.
Thịt trâu gác bếp: Người dân tộc ở vùng Tây Bắc, khu vực Bắc Trung bộ có món thịt trâu treo gác bếp rất hấp dẫn. Tuy mất công trong chế biến nhưng thịt trâu treo gác bếp có thể giữ được hàng năm mà không lo bị hỏng. Người làm thường cắt những mảng thịt to, chọn miếng thăn, bắp ở vai, lưng con trâu, cắt khúc hình con chì. Sau đó ướp ớt, muối, gừng, nước lá rừng, đặc biệt không thể thiếu lá mắc khén (một loại hạt tiêu rừng) và treo lên gác bếp hun khói cho óng đen, quắt khô lại. Ăn đến đâu hạ xuống đến đó, đơn giản nhất là luộc lên rồi xé ra ăn lai rai. Khói ám lâu ngày làm thịt trâu có mùi đặc biệt, mang đậm phong vị núi rừng với hình thức bên ngoài khô, màu nâu thẫm, nhưng phần trong vẫn hồng hào, tươi đỏ.
Trâu gác bếp Tây Bắc được tẩm ướp kỳ công với muối, ớt, gừng, mắc khén và hạt dổi giã nhuyễn nên có mùi bị riêng biệt. Để chế biến món này, thường vào khoảng tháng 8, người dân mổ thịt trâu, chọn thăn, bắp ở vai, lưng... rồi thái thành từng miếng, ướp gia vị, treo lên gác bếp. Khói bếp, hơi nóng khiến thịt trâu khô dần và có mùi đặc trưng. Xé miếng thịt trâu, bên ngoài trông khô, quắt nhưng bên trong vẫn có màu hồng tươi. Thịt trâu được bán với giá khoảng 700.000 đồng một kg.
Thịt trâu lá lồm: Thịt trâu đem thui cho thơm, cạo sạch rồi đem thái miếng nhỏ, hầm trong nồi đất. Khi ninh cho lá lồm vào ninh cùng, thêm một ít tấm gạo để tạo độ sánh. Thịt trâu vốn có mùi ngai ngái nhưng khi nấu cùng với lá lồm (một loại lá chua) đã cho ra hương vị hết sức độc đáo, vị thanh chua của lá lồm làm át đi mùi đặc trưng của thịt trâu, khi miếng thịt ninh chín mềm ngấm gia vị sẽ trở nên thơm lừng, béo ngậy. Thịt trâu nấu lá lồm là đặc sản của người Mường ở Hòa Bình. 

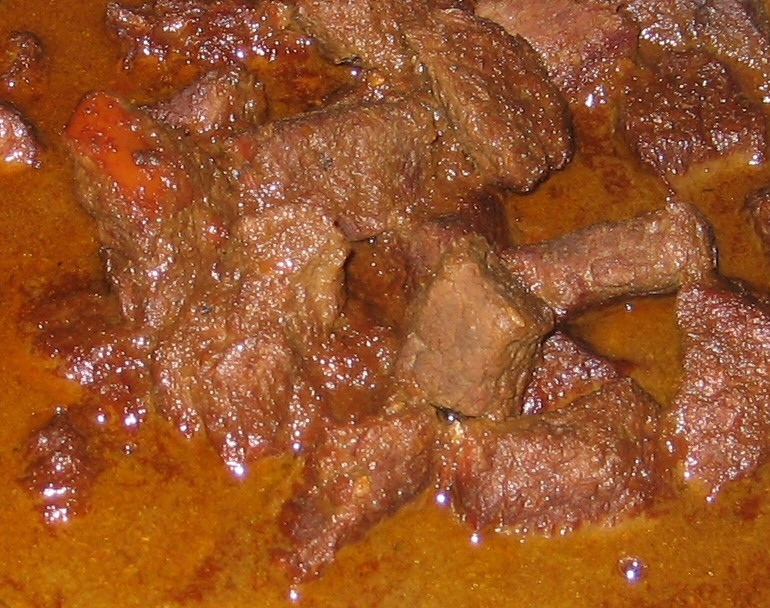
Một món thịt trâu

Thịt trâu nướng: Người dân các tỉnh miền Trung thì thường thích ăn món thịt trâu nướng. Đặc biệt món thịt trâu nướng ống tre rất thơm ngon, hấp dẫn. Thịt trâu nướng làm rất đơn giản: sau khi xắt thịt thành lát mỏng, người làm chỉ việc cuốn lá lốt đặt trên than hồng. Nếu nướng ống tre thì miếng thịt trâu tươi sẽ được tẩm ướt gia vị kỹ càng, cuộn lá lồm rồi cho vào ống tre nướng trên bếp than củi cho cháy hết phần tre bên ngoài. Khi ăn chỉ việc chẻ đôi ống tre và gỡ những miếng thịt trâu ra đĩa. Thịt nướng kiểu này sẽ không bị mất nước nên rất ngọt và thơm mùi của tre tươi.
Nộm da trâu: Da trâu thường dùng để làm trống nhưng ít ai biết rằng người Thái ở Sơn La thường làm một món ăn rất lạ miệng và độc đáo: nộm da trâu. Để làm da trâu mềm và sạch, người ta hơ qua lửa rồi ngâm với nước lã. Sau khi mềm đủ độ, người làm dùng con dao thật sắc để thái mỏng miếng da dầy đó. Sau khi có da trâu thái mỏng, người Thái cho thêm nhiều thứ rau thơm như mùi ta, mùi tàu, nước măng chua và lạc rang, gia vị vào bóp cùng. Khi ăn cảm nhận rõ da trâu giòn giòn đanh đanh, vị chua ngọt lẫn vào cái dai dai của da rất vui miệng.
Trâu nhúng mẻ: Với người miền Nam thịt trâu lại được chế biến thành món trâu nhúng mẻ rất đặc sắc. Thịt trâu tươi xắt mỏng, ướp sả, tỏi, ớt bằm nhuyễn, thêm muối, đường, bột ngọt để ra đĩa. Nồi mẻ được nếm cho vị mặn, chua, cay vừa phải rồi đặt lên bếp lửa cho sôi. Nước mẻ đặc sánh sôi lục bục thì nhúng thịt trâu vào cho chín tới. Các loại rau ăn kèm như ngò gai, rau om, tai tượng, cải bẹ xanh, mồng tơi...cũng được nhúng qua nồi nước mẻ rồi ăn cùng thịt trâu dai thơm, đậm vị.
Thịt trâu lá trương hay lá Trơơng là món ăn đặc sản của vùng Quảng Trị, Việt Nam. Nếu đã được một lần đến đây thì bạn không nên bỏ qua món ăn này. Vị ngọt, thanh đạm của Thịt Trâu kết hợp với vị cay cộng với mùi thơm đặc trưng của Lá Trơng (Lá Trơơng) tạo nên một hương vị rất riêng, hấp dẫn khó quên những ai đã từng được thưởng thức. Món ăn này được chế biến từ loại thịt Trâu non được nhập từ Lào, do Trâu non nên thịt mềm, vị ngọt, không dai, thấm đều gia vị.
Điều làm nên cái độc đáo, khác biệt đó chính là sự kết hợp giữa Thịt Trâu và Lá Trơng (Lá Trơng). Người ta thái Thịt Trâu thành miếng vừa ăn, tẩm gia vị rồi ướp đợi cho thật thấm thịt. Sau đó dùng vỉ sắt trải lá lốt đều 2 mặt. Xếp thịt Trâu vào vĩ kẹp lại và nướng trên bếp than hồng cho tới khi lá lốt cháy hết lớp vỏ bên ngoài, thịt chuyển sang màu nâu, mỡ chảy ra phát tiếng xèo xèo. Thịt chín hương thơm phức, nghi ngút khói đem ra thái thành lát mỏng, bày ra đĩa cùng với một số rau cải, lá Trơng (Lá Trơơng), tiêu ớt xanh. Những thớ thịt chín mềm, ửng hồng bên trong và một màu nâu vàng bao phủ bề mặt thơm ngon.

### Vệ sinh thực phẩm
Ở Việt Nam, từ đầu năm 2016, cơ quan chức năng ở Thành phố Hồ Chí Minh đã liên tiếp phát hiện nhiều vụ chế biến thịt trâu thành thịt bò nhờ một loại hóa chất có tên là natri metabi sulphite. Đây là một chất tẩy dùng trong công nghiệp, cấm sử dụng trong thực phẩm. Do nhiều doanh nghiệp vì thị hiếu khách hàng mà cố ý sử dụng chất tẩy này trong việc chế biến, bảo quản thực phẩm nhằm thu lợi nhuận cao góp phần phá giá thị trường. Có trường hợp thịt trâu, xương trâu thối, mốc tẩm ướp hóa chất, từng ghi nhận vụ việc có 3 tủ đông chứa 225 kg gân trâu Ấn Độ, 158 kg xương chân trâu, bò và 1 bao hóa chất sodium metabi sulphite hp (25 kg/bao), bốc mùi hôi thối, mốc, ngâm ướp hóa chất.

## Phụ phẩm thịt trâu trong y học và ẩm thực

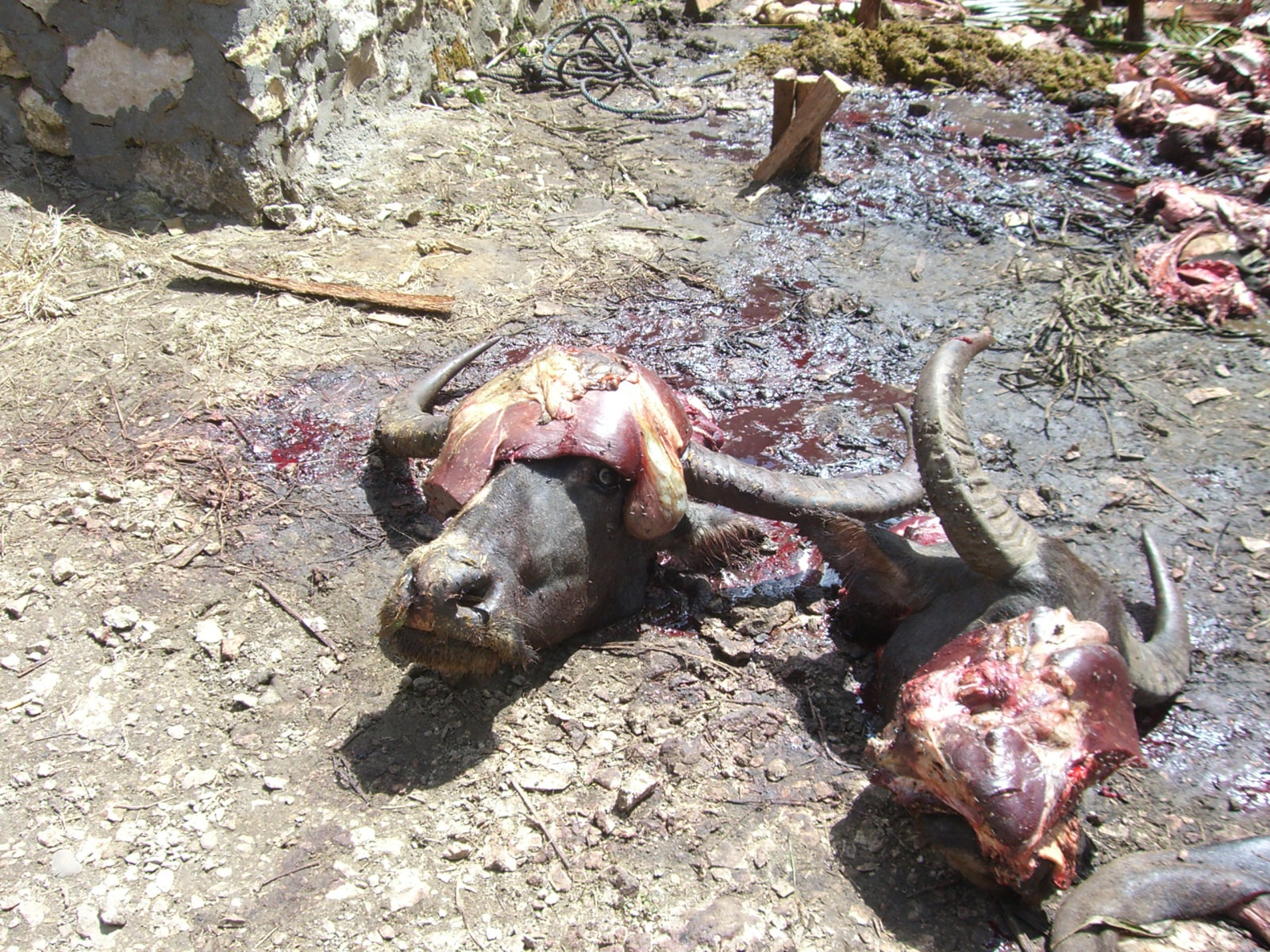

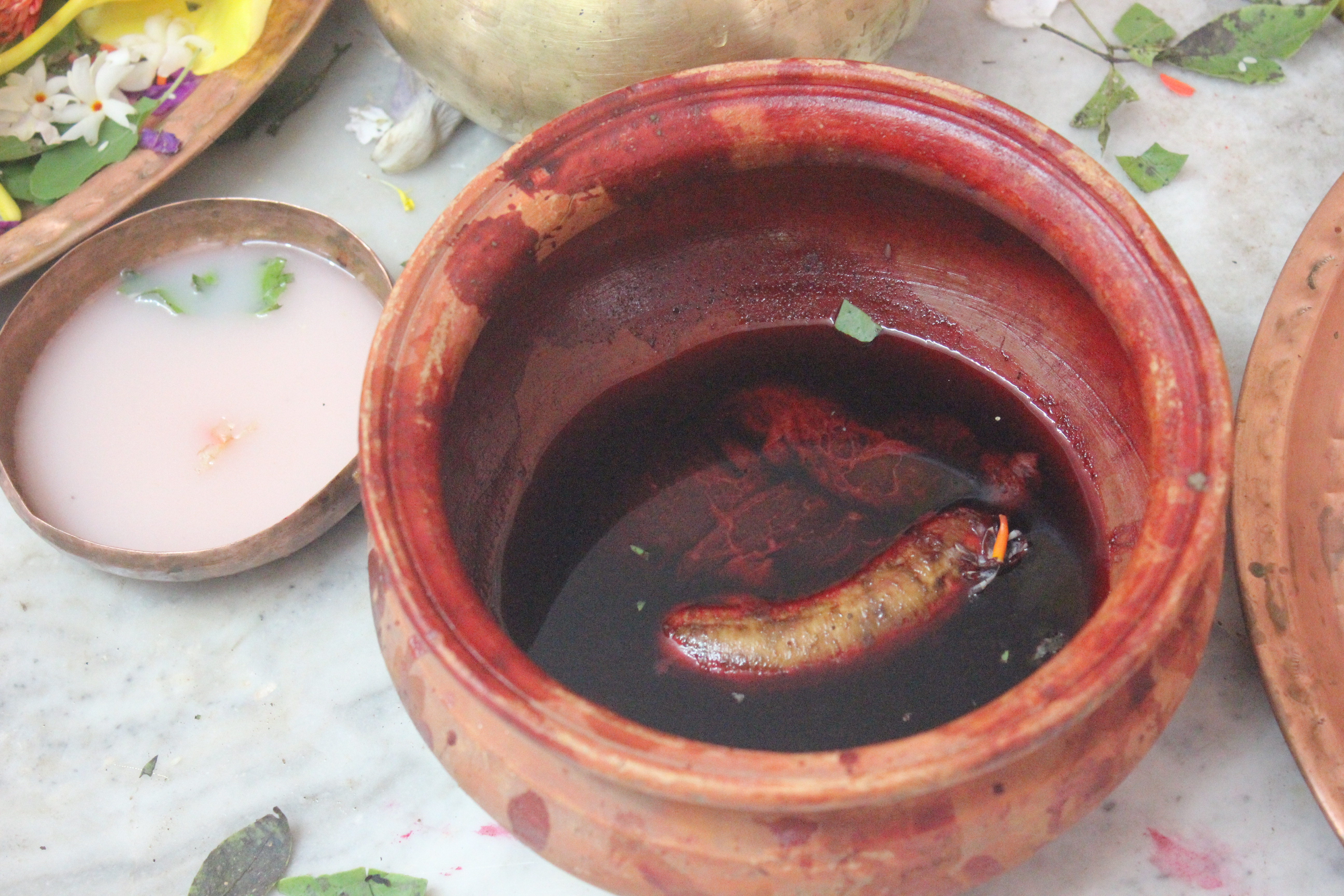
Tiết trâu

Theo Đông y, tất cả các bộ phận của con trâu đều có thể dùng để chữa bệnh như thịt, da, xương, lông, móng, sỏi mật, răng... Vì thế, có thể nói ăn thịt trâu rất có lợi cho sức khỏe. Thịt trâu nấu với ít gừng, vỏ quýt, hành, giấm, muối, ăn vào lúc đói, chữa nóng trong, miệng khô rát, nước tiểu đỏ ở người cao tuổi. Người gầy yếu, hao tâm lực, hư suy cơ bắp sau thời kỳ mới ốm dạy thì lấy thịt trâu hầm kỹ với hành, gừng rồi ăn cả nước lẫn cái, có thể hồi phục và bồi bổ sức khoẻ. Người yếu bụng hay có chứng đi đại tiện lỏng mãn tính, hầm nhừ thịt trâu với ít rượu màu thành nước sền sệt, hàng ngày ăn sẽ bổ hư, cầm được đi lỏng.
Khi tỳ vị yếu, chán ăn hoặc ăn vào khó tiêu, nước bọt tiết ra không đủ, đem ninh thịt trâu với củ cải dùng sẽ rất hiệu quả. Còn nếu dùng thịt trâu thiến nấu lẫn với các vị thuốc tiên sơn dược, liên nhục, bạch phục linh, tiểu hồi hương, táo tàu, rồi làm thành viên, dùng ăn dần sẽ bồi bổ sức khoẻ, chữa chứng hư tổn trong cơ thể. Ngoài ra, đem rửa sạch thịt trâu, cho vào ít nước, ninh nhừ nát như cháo, lọc bã lấy nước, rồi tiếp tục nấu cô đặc đến khi nước ngả màu hổ phách, đem cất kỹ, bảo quản, ăn dần - về mùa đông ăn thường xuyên có thể chữa trị các bệnh như tê liệt do trúng phong, méo mồm cấp tính, tắt đờm...
Da trâu có vị mặn ngọt, mùi hơi tanh, tính bình, không độc, có tác dụng giảm đau, cầm máu, nhuận tràng. Da trâu ngâm nước đến khi mềm, cắt nhỏ (40g), trộn với (nửa chén) nước cốt gừng, nấu nhỏ lửa cho đặc quánh, để nguội, phết lên giấy, dán vào chỗ đau chữa phong thấp, chân tay đau nhức. Da trâu phơi khô, đốt thành than, tán bột, rắc vết thương làm thuốc cầm máu. Còn để chữa đau dạ dày, dùng bột than da trâu (10g) trộn với máu lươn (10g) uống trong ngày với nước mía.
Cao da trâu (chế bằng cách lấy da trâu cắt nhỏ, ngâm nước vôi trong một ngày đêm rồi nấu nhừ, chắt lấy nước, cô đặc thành cao) nấu với ít giấm cho tan, rồi đắp dán trị đau vú. Lấy cao da trâu phối hợp với vỏ hàu (nung đỏ), lộc nhung và tổ bọ ngựa trên cây dâu (sao với rượu), liều lượng mỗi thứ bằng nhau, tán bột mịn, trộn với hồ nếp thành từng viên bằng hạt ngô, mỗi ngày uống 50 viên (chia làm hai lần) sẽ chữa đái són. Cao da trâu, muội nồi, cao ích mẫu, trộn đều uống với nước đun sôi để nguội chữa rong kinh, máu ra nhiều như bị băng huyết. Cao da trâu, sợi bông đốt thành tro, trộn đều uống trị thổ huyết, băng huyết, tiểu tiện ra máu.
Xương trâu: Lấy xương trâu nấu cùng xương nhiều loại động vật khác, chế thành cao tổng hợp để bồi dưỡng cơ thể. Còn nếu dùng xương hàm trâu nung đỏ, nhúng làm nhiều lần vào nước lạnh, rồi lấy nước này ngậm sẽ chữa chân răng sưng đau. Tủy trâu: Dùng tủy trâu (20g) trộn đều với sinh địa (250g) và bạch cương tâm (250g), sắc đặc, cô thành cao. Mỗi sáng xúc 1 thìa hoà vào rượu ấm, uống có tác dụng bổ thận, ích tủy, rất tốt với những người gối mỏi, xương gãy, lưng đau, thận hư.
Mũi trâu: Lấy mũi trâu làm sạch, thái miếng, nấu với gạo nếp lá sung có tật và quả mít non thành cháo nhừ, cho phụ nữ đang nuôi con nhỏ ăn sẽ làm tăng tiết sữa. Sừng trâu: Sừng trâu có vị mặn, hơi chua, tính lạnh, có tác dụng thanh nhiệt, mát huyết, tiêu sưng, giảm đau, giải độc, cầm máu. Lấy sừng trâu (4-8g) mài vào nước nóng cho đến khi trắng như sữa hoặc tán bột sắc uống, chữa sốt cao, phát cuồng, viêm họng, ho. Dùng sừng trâu trộn đều với tóc rối và bồ hóng, uống mỗi lần 8g cùng nước lá ngải cứu sắc đặc, chữa băng huyết. Chót sừng trâu (đốt tồn tính) và mai mực (tán nhỏ), liều lượng bằng nhau, trộn đều với ít xạ hương, uống mỗi lần chữa băng huyết. 
Răng trâu: Lấy răng trâu đốt đỏ hồng, nhúng giấm, đốt nhúng 3 lần rồi tán bột mịn, trộn với dầu vừng bôi chữa chân tay lở loét, trẻ em bị chốc đầu có mủ. Nếu lấy bột này hoà vào nước, cho trẻ em bị động kinh uống giữa hai lần lên cơn, nhiều dần sẽ khỏi. Còn nếu dùng bột này chà vào răng người già bị lung lay, ngậm cho đến khi nước bọt đầy miệng thì nhổ ra, súc miệng, nhiều lần răng sẽ bớt lung lay, thậm chí chắc trở lại. Đuôi trâu: Đuôi trâu cạo sạch lông, thái nhỏ, nấu canh ăn, trị chứng đái rắt, thủy thủng.

## Tình hình giết mổ và kinh doanh

### Ấn Độ

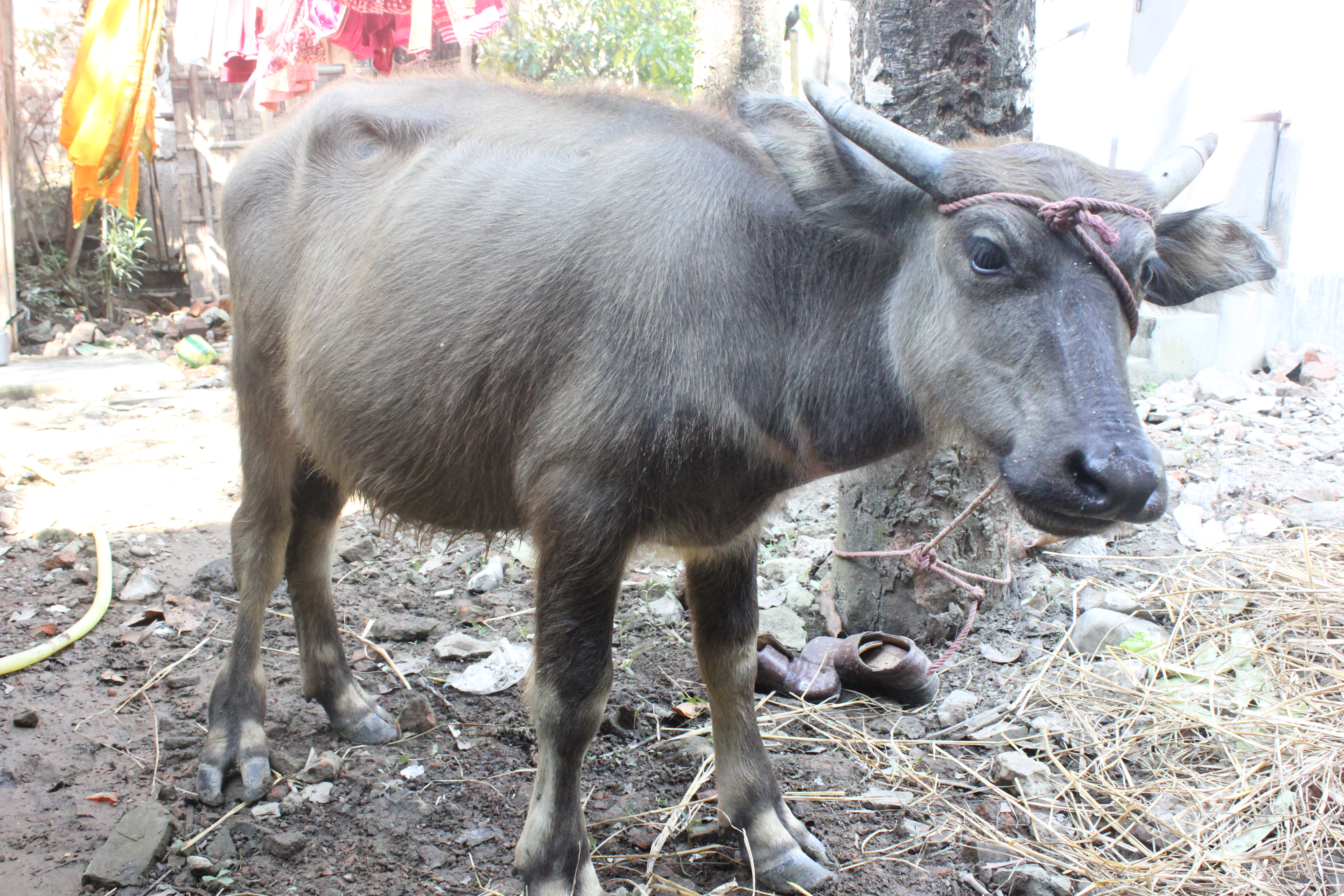
Một con trâu chuẩn bị giết ở Ấn Độ

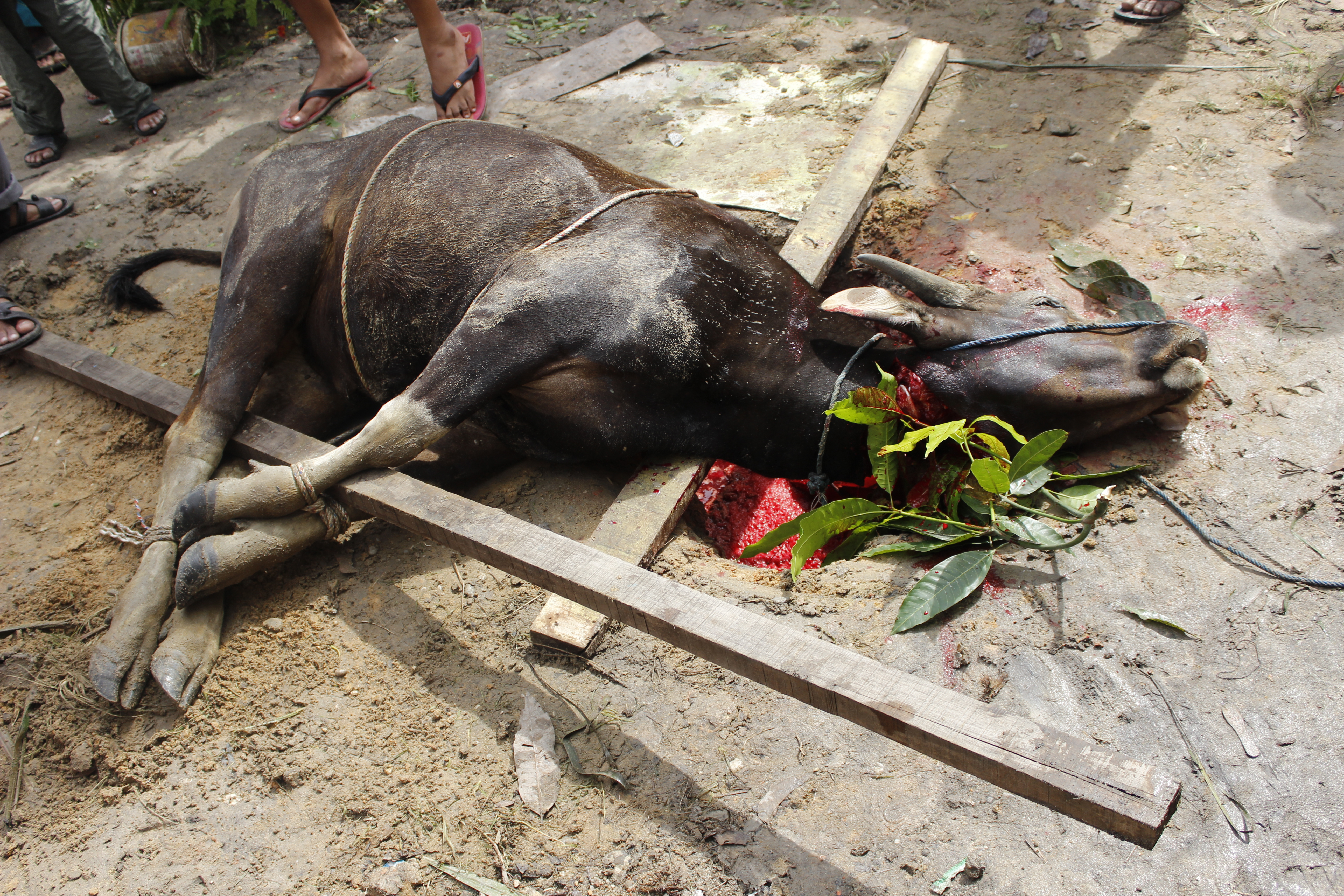

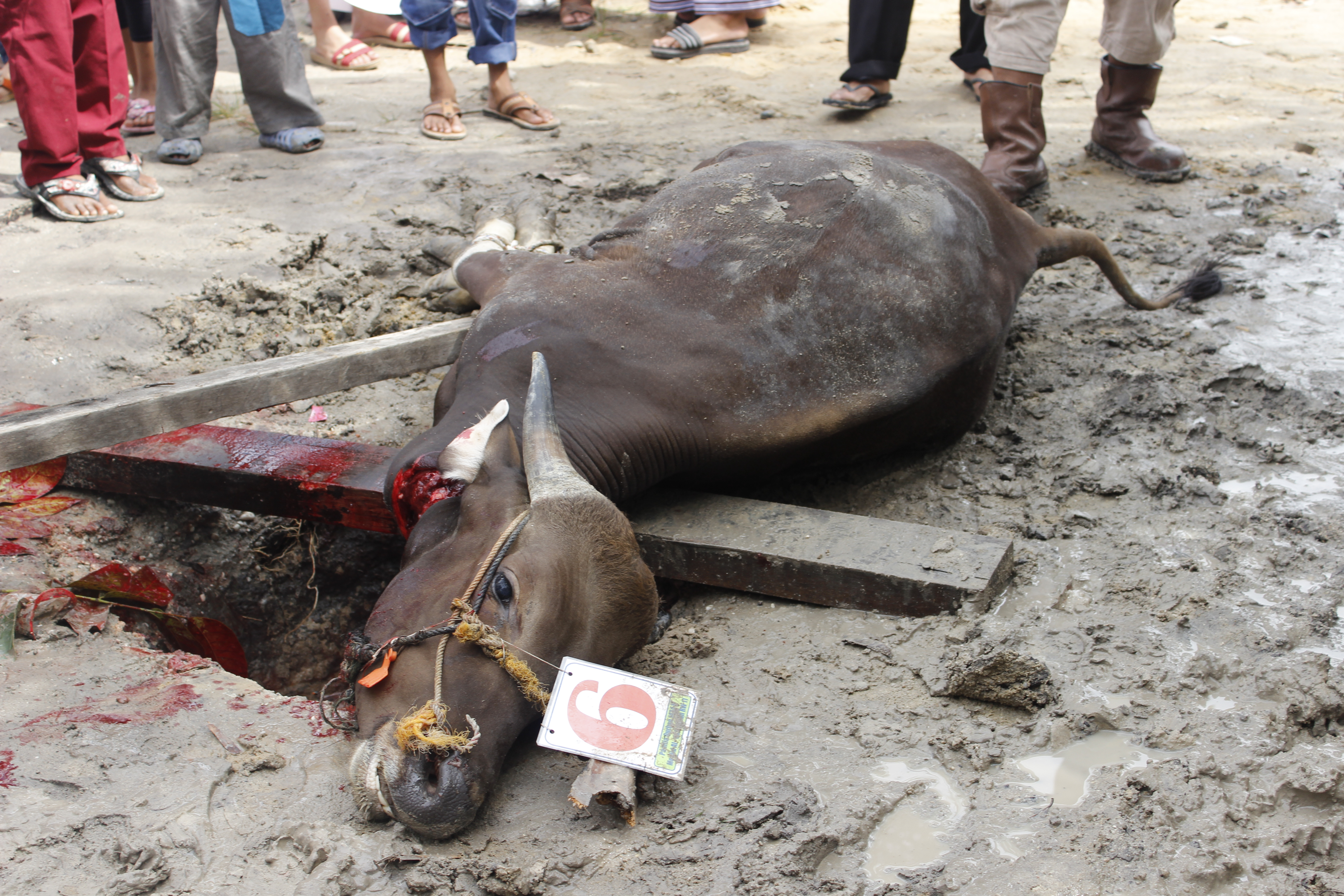

Ấn Độ là quốc gia tiêu thụ nhiều thịt trâu vì ở đất nước ngày người ta không tiêu thụ thịt bò vì lý do tôn giáo. Thịt trâu là thực phẩm thiết yếu đối với hàng triệu người nghèo ở Ấn Độ bởi nó rẻ hơn phần lớn những loại thịt khác, với mức giá chỉ bằng một nửa thịt gà, nên nó là nguồn thực phẩm quan trọng đối với những người đang vật lộn với cuộc sống nghèo khó. Mổ thịt trâu là ngành kinh doanh lớn. Hàng ngày, hàng trăm xe tải chở trâu tiến vào khu lò mổ ở thành phố New Delhi, nơi những nam thanh niên hối hả đưa những con trâu xuống xe. Đạp trên những đống phân tươi, họ kéo những con vật ra khỏi xe, dồn chúng thành từng nhóm để bán đấu giá trước khi giết. Công việc của họ khá nặng nhọc nhưng thù lao lại thấp. Người nghèo sẽ chịu tác động xấu nhất từ lệnh cấm mổ trâu. Thịt trâu là thực phẩm của người nghèo và là nguồn dưỡng chất của hàng triệu người.
Năm 2014, Ấn Độ từng ra lệnh cấm giết trâu. Lệnh cấm giết trâu có thể gây nên thảm họa cho ngành xuất khẩu thịt trâu, bò của Ấn Độ. Hoạt động xuất khẩu thịt trâu, bò phát triển mạnh trong thập kỷ vừa qua, với mức tăng thường niên 17-19%. Năm nay, các công ty xuất khẩu kỳ vọng tỷ lệ tăng trưởng lên tới 25%. Các doanh nghiệp Ấn Độ xuất khẩu lượng thịt trâu trị giá gần 5 tỷ USD vào năm 2013. Phần lớn lượng thịt đó tới các nước Đông Nam Á và vùng Vịnh. Xuất khẩu thịt không phải là ngành duy nhất chịu ảnh hưởng xấu bởi lệnh cấm. Hoạt động xuất khảu da, các sản phẩm từ da, mỡ, bột xương và những loại sản phẩm khác từ động vật cũng sẽ chịu tác động tiêu cực. Với một lệnh cấm như thế, hoạt động xuất khẩu thịt sẽ hứng chịu thiệt hại nghiêm trọng

### Việt Nam
Việt Nam cũng là quốc gia tiêu thụ nhiều thịt trâu, quốc gia này cũng nhập khẩu thịt trâu. Theo số liệu thống kê từ cơ quan chức năng hằng năm, lượng thịt trâu đông lạnh nhập khẩu chính ngạch vào Việt Nam là rất lớn, nhất là trâu Ấn Độ do thịt trâu Ấn Độ có giá rẻ. Khoảng gần một năm rưỡi Việt Nam đã nhập về gần 38.000 tấn thịt trâu đông lạnh. Riêng trong năm 2014, Việt Nam nhập khẩu trên 26.000 tấn thịt trâu từ Ấn Độ và một số nước khác. Hiện nay, trung bình mỗi tháng Việt Nam nhập khẩu khoảng 2.000 tấn thịt trâu các loại. Riêng thịt trâu Ấn Độ nhập dưới dạng đông lạnh. Việt Nam phải nhập quá nhiều thịt trâu, nhất là trâu từ Ấn Độ do nhu cầu tiêu dùng thịt trâu ở Việt Nam ngày càng tăng trong khi thịt trâu trong nước không đáp ứng đủ, lâu nay con trâu không được quan tâm phát triển. Ấn Độ là nơi có lợi thế trong khu vực về chăn nuôi cũng như sản xuất trâu.
Nghi vấn 26.000 tấn thịt trâu được nhập từ Ấn Độ vào Việt Nam, nhưng lại không hề xuất hiện trên thị trường, tại bất kỳ cửa hàng hay siêu thị nào, so sánh giá cả, thịt trâu có mức giá khá "hấp dẫn": nạc đùi 105.000đ/kg, nạm bụng 95.000-96.000đ/kg, cổ từ 95.000-99.000đ/kg, riêng thịt bắp cao hơn, giá từ 120.000-130.000đ/kg. Người ta từng phát hiện 200 kg thịt trâu Ấn Độ giả thịt bò nhập khẩu quy mô lớn hay phát hiện hơn 160 tấn thịt trâu Ấn Độ nhập lậu. Hơn 10.000 tấn thịt trâu khi được nhập về Việt Nam đã được biến thành thịt bò trên giấy tờ và chuyển đi tiêu thụ.
Một số tiểu thương cho rằng có thể một lượng lớn thịt trâu đông lạnh nhập khẩu, nhất là trâu Ấn Độ đã bị biến thành thịt bò và tung ra thị trường đánh lừa người tiêu dùng. Trong khi đó, thịt trâu đông lạnh Ấn Độ nhập nhẩu giá chỉ bằng một nửa thịt bò, thậm chí 1/3. Do đó, nếu sử dụng trâu Ấn Độ để thay thế bò sẽ kiếm lời lớn, trâu Ấn Độ trên bao bì khi nhập về thường có tem nhãn nhưng khi lột ra thì rất khó phân biệt. Bằng mắt thường, rất khó biết đâu là thịt trâu, đâu là bò. Trên thực tế ngoài nhập trâu chính ngạch thì có hiện tượng trâu Ấn Độ, bò Campuchia, bò Thái Lan… được nhập về Việt Nam qua đường tiểu ngạch (nhập lậu). Sau đó chúng bị bơm nước vào, giết mổ,… bán cho dưới mác thịt bò.
Trong năm 2014, Việt Nam lần đầu nhập khẩu trâu từ Úc để giết mổ với một chuyến tàu đầu tiên chở 600 con trâu Úc còn sống được nhập khẩu vào Việt Nam, và đây là lần đầu tiên, doanh nghiệp Việt Nam nhập trâu sống qua đường chính ngạch để phục vụ cho việc giết mổ, bán thịt trên thị trường nội địa. Số trâu này hầu hết đến từ vùng Northern Territory ở phía Bắc nước Úc và chủ yếu là trâu hoang dã. Một chuyến tàu thứ hai chở trâu sống từ Úc về Việt Nam với số lượng lớn. Trước đây, Việt Nam chỉ mới nhập khẩu thịt trâu đông lạnh qua đường chính ngạch từ Ấn Độ. Trâu bò sống từ Úc, New Zealand và các nước ASEAN nhập vào Việt Nam chỉ chịu thuế 5%, trong khi thịt trâu tươi hay đông lạnh cũng từ các nước trên có mức thuế xuống 7% trong năm 2014.